# ۴۰ (تهیه‌کننده موسیقی)
نوح جیمز شبیب (انگلیسی: 40؛ زادهٔ ۳۱ مارس ۱۹۸۳) موسیقی‌دان اهل کانادا است. وی از سال ۱۹۹۹ میلادی تاکنون مشغول فعالیت بوده‌است.
از فیلم‌هایی که وی در آن نقش داشته است، می‌توان به خودکشی باکره‌ها و تنها کاری که می‌خواهم انجام دهم اشاره کرد.